# Johnson County (Arkansas)
Das Johnson County ist ein County im Nordwesten des US-Bundesstaates Arkansas. Verwaltungssitz (County Seat) ist Clarksville. Das County gehört zu den Dry Countys, was bedeutet, dass der Verkauf von Alkohol eingeschränkt oder verboten ist.

## Geographie
Das County liegt am nördlichen Ufer des Arkansas River im mittleren Nordwesten von Arkansas und hat eine Fläche von 1768 Quadratkilometern, wovon 53 Quadratkilometer Wasserfläche sind. Es grenzt an folgende Countys:
| Madison County  | Newton County |             |
| Franklin County |               | Pope County |
|                 | Logan County  |             |

## Geschichte
Das Johnson County wurde am 16. November 1833 aus Teilen des Pope County gebildet.
Benannt wurde es nach Benjamin Johnson, einem frühen Juristen in Arkansas. Die ersten Schulen waren Privatschulen, die die Kinder nur gegen Bezahlung besuchen konnten. 1843 wurde zwar das erste Gesetz für ein öffentliches Schulsystem geschaffen, aber die notwendigen Gelder standen hierfür nicht zur Verfügung. Somit konnte das öffentliche Schulsystem erst 1866 eingeführt werden. Die erste Schule für gehörlose Kinder wurde 1851 in Clarksville gegründet.
Das Johnson County hat eine Sklavereigeschichte, die mit der Ankunft der ersten weißen Siedler begann und erst mit dem Ende des Sezessionskrieges endete. Allerdings war die Population der Sklaven im Vergleich zu anderen Teilen des Staates eher gering. 1860 lebten 7.612 Personen im County, davon waren 973 Afroamerikaner.

## Demografische Daten
Nach der Volkszählung im Jahr 2010 lebten im Johnson County 25.540 Menschen in 8911 Haushalten. Die Bevölkerungsdichte betrug 14,9 Einwohner pro Quadratkilometer.
Ethnisch betrachtet setzte sich die Bevölkerung zusammen aus 87,2 Prozent Weißen, 1,4 Prozent Afroamerikanern, 0,9 Prozent amerikanischen Ureinwohnern, 0,7 Prozent Asiaten sowie aus anderen ethnischen Gruppen; 1,9 Prozent stammten von zwei oder mehr Ethnien ab. Unabhängig von der ethnischen Zugehörigkeit waren 12,1 Prozent der Bevölkerung spanischer oder lateinamerikanischer Abstammung.
In den 8911 Haushalten lebten statistisch je 2,69 Personen.
25,6 Prozent der Bevölkerung waren unter 18 Jahre alt, 60,2 Prozent waren zwischen 18 und 64 und 14,2 Prozent waren 65 Jahre oder älter. 50,4 Prozent der Bevölkerung war weiblich.
Das jährliche Durchschnittseinkommen eines Haushalts lag bei 32.206 USD. Das Prokopfeinkommen betrug 15.985 USD. 19,8 Prozent der Einwohner lebten unterhalb der Armutsgrenze.

## Kultur und Sehenswürdigkeiten

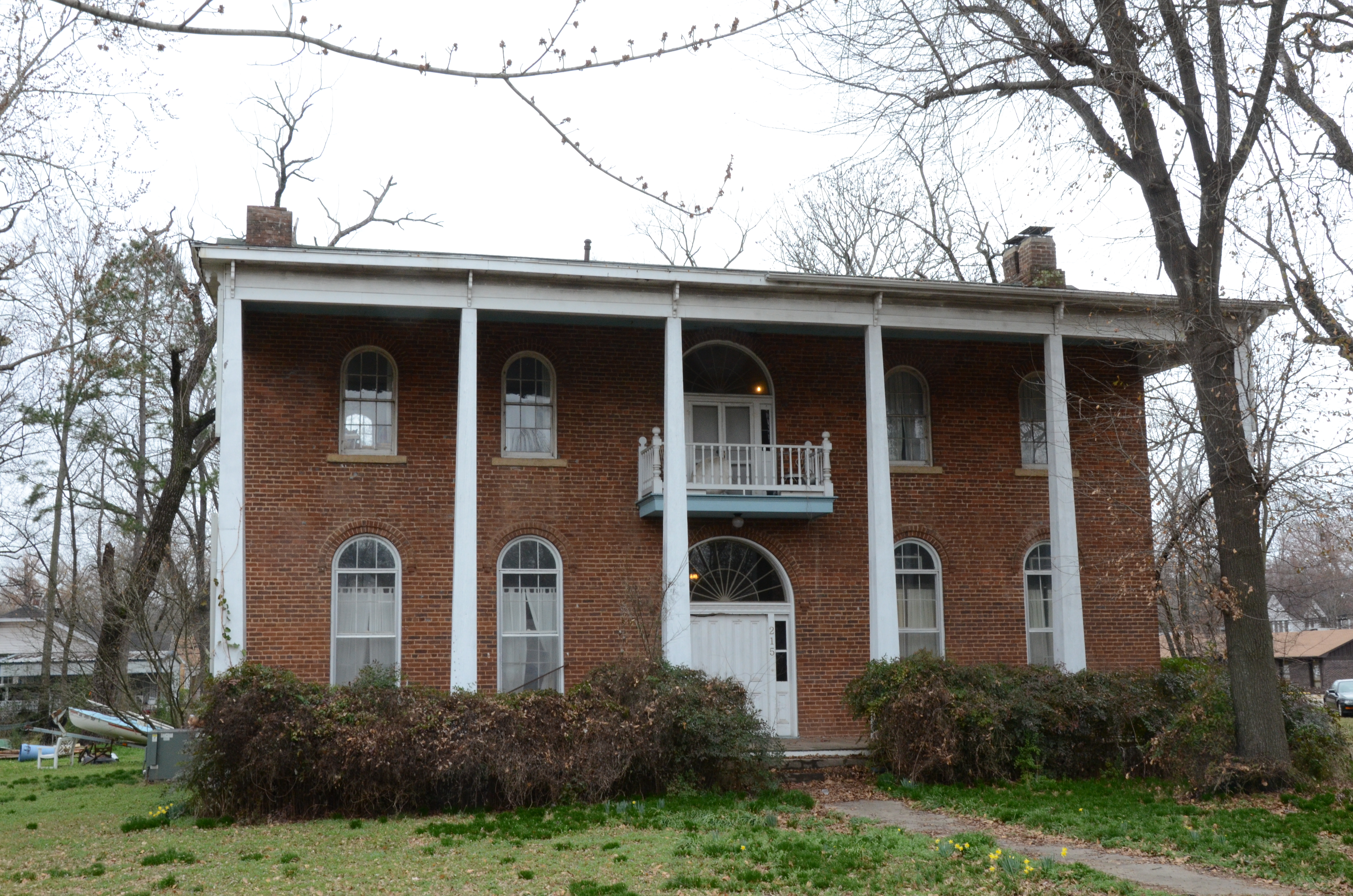
Das Capt. Archibald S. McKennon House (2015). Dieses Wohnhaus wurde im Januar 1976 als erstes Objekt des County im NRHP eingetragen.

33 Bauwerke, Stätten und historische Bezirke (Historic Districts) des Countys sind im National Register of Historic Places („Nationales Verzeichnis historischer Orte“; NRHP) eingetragen (Stand 9. Mai 2022), darunter der Clarksville Commercial Historic District, das Clarksville Confederate Monument und das Gerichts- und Verwaltungsgebäude des County.

## Orte im Johnson County
Citys
| - Clarksville - Coal Hill - Hartman | - Knoxville - Lamar |

Census-designated places (CDP)
- Hagarville

Unincorporated Communitys
| - Gillian Settlement - Hickeytown - Oark | - Ozone - Pittsburg |

weitere Orte
- Batson
- Bend
- Catalpa
- Dillen
- Edna
- Farris Springs
- Fort Douglas
- Friley
- Garber
- Garrett
- Harmony
- Hillcrest
- Hinkle
- Holman
- Hoyt
- Hunt
- Jamestown
- Knoxville Junction
- Ludwig
- Lutherville
- Martin Spring
- Montana
- Mount Vernon
- New Spadra
- Piney
- Rosetta
- Salus
- Shady Grove
- Spadra
- Strawberry
- Sulphur Springs
- White Oak
- Woodland
- Yale

Townships
- Batson Township
- Dickerson-Hill Township
- Grant Township
- Hickey Township
- Horsehead Township
- Howell Township
- King Township
- Lee Township
- Low Gap Township
- McKennon Township
- Mulberry Township
- Perry Township
- Pittsburg Township
- Prairie Township
- Red Lick Township
- Sherman Township
- Spadra Township
- Stonewall Township
- Ward Township